# Troque (Ancien Régime)
Pour les articles homonymes, voir Troque.
La troque est un privilège fiscal attribué dès le XVe siècle aux communautés paludières du pays de Guérande (France). Son bénéfice est définitivement supprimé au XIXe siècle.

## Description
La troque, était le droit de sortir cent kilogrammes du sel de la zone sans payer aucune taxe, la seule contrepartie étant de ramener l'équivalent du poids échangé à Guérande.
Un nombre important de paludiers ou de sauniers s’y consacre entre novembre et février, c’est-à-dire hors saison de culture des marais salants.
La troque s’étend vers les cantons de Bretagne occidentale — principalement Quimper, mais aussi Hennebont, Pont-Scorff, Pont-Aven, Quimperlé, Pont-l'Abbé, Pont-Croix, Pont-de-Buis ou Port-Launay — à partir du Pouliguen ou du Croisic, à bord de petits navires de dix à vingt tonneaux. Les troqueurs se déplacent également par voie de terre, conduisant des caravanes de mules, chargées de 150 kg de sel ou d’oignons locaux.

« Les habitants de Batz suppléent à l’insuffisance [de leurs] gains par leur industrieuse activité. Dès que les travaux des marais sont achevés, ils équipent leurs mules et leurs petits chevaux, et vont transporter du sel à vingt et trente lieues dans les paroisses les plus écartées. Ils l’échangent contre des blés, de la cire, du lin, et revendent ces denrées dans les villes de passage. Ce commerce, qu'ils appellent la troque, les a rendus très sociables et très bon calculateurs. Presque tous savent lire et écrire […] Souvent leurs femmes les accompagnent dans ces courses lointaines : la première mule, libre de charge, leur est abandonnée pour monture, et elles travaillent avec le mari à faire profiter la troque […] Que de fois avons-nous rencontré, sur les routes herbeuses qui relient nos villages, ces longues caravanes conduites par la maitresse mule, que distinguaient ses sonnettes et les houppes bariolées de son harnais ! Sur l'accotement marchait le saunier, s’égayant à exécuter avec son fouet mille batteries sautillantes ou mille points d’orgues prolongés et sonores. »

— Émile Souvestre, En Bretagne, 1867.
Les céréales récoltées, en échange du sel troqué, sont réparties par famille au prorata des quantités fournies.
Le vocable gùêrann ou guéran désigne, dans le breton de la région de Vannes, un marchand de sel ou un saunier, reprenant la forme moyenne bretonne du nom de la ville de Guérande : Guerran.

## Étymologie
Emprunté au latin trochus, et celui-ci au grec τροχός, « roue, cerceau, anneau ».

## Histoire
Les communautés paludières du pays de Guérande jouissent dès le XVIIe siècle du privilège de franc-salé, qui est une exemption totale ou partielle de gabelle définissant la région des marais salants autour de Guérande comme une zone franche pour la vente du sel.
Selon Gildas Buron, conservateur du musée des Marais salants de Batz-sur-Mer, ce commerce est connu dès 1420 : « Jean V de Bretagne, considérant l’exiguïté des terroirs agricoles des communautés paludières de la sénéchaussée de Guérande […] autorise les habitants à conduire leurs sels jusqu’aux confins du duché sans  acquitter de droits d’issue ». L'autorisation se voit confirmée par des lettres patentes des successeurs de Jean V au duché de Bretagne, puis par les rois de France successifs : Charles VIII en 1491, François Ier en 1532, Louis XIII en 1626 et Louis XIV en 1643.
Le privilège est aboli en 1791 par l’Assemblée constituante, suivant de près la suppression de la gabelle. Sous l’impulsion d’Amédée de Francheville et de Donatien de Sesmaisons, tous deux députés, la troque est rétablie en 1817 au profit de 9 000 personnes privées de Loire-Inférieure, dont 7 000 du pays de Guérande. Les modalités sont très restrictives et il n’est « accordé en franchise de tout droit pour le commerce de la troque à chaque saunier [troqueur] et paludier autant de fois 100 kg de sel que sa famille se compose d’individus de tout âge et de tout sexe ».
En 1840, la suppression du privilège est discutée lors de l’élaboration de la « loi sur les sels ». Elle est effective en 1863, alors qu’à la suite des restrictions successives, la franchise fiscale n’est plus que de trente kilogrammes par individu.
Dans les années qui suivent cette suppression, des pétitions pour le rétablissement de la troque continuent d’être émises, sans succès.